# キジアーナ音楽院
キジアーナ音楽院（英語: Chigiana Musical Academy、公用語表記: Accademia Musicale Chigiana）は、イタリア、シエナに本部を置くイタリアの音楽大学。1932年創立、1932年大学設置。音楽専門の国際的研究施設である。

## 沿革
1932年、グイド・キージ・サラチーニ伯爵によってキージ・サラチーニ宮殿に設立された。

## 教育・研究体制
主要楽器並びに声楽、指揮、作曲の各専攻がある。1939年9月にアルフレード・カゼッラの主導で第1回の「キジアーナ音楽祭」としてヴィヴァルディ週間」(Settimana Vivaldiana)が開催され、その後夏季になると開催されるようになった。期間中には各専攻のマスタークラスが開かれる。世界各地から集められた名のある音楽家達が教鞭をとるため、毎年入学オーディションは激戦となっている。
過去にマウリツィオ・ポリーニ、サルヴァトーレ・アッカルド、ズービン・メータ、ダニエル・バレンボイム、リッカルド・シャイー、クラウディオ・アバド、ジュゼッペ・シノーポリ、ジョン・ウィリアムズなど今日の巨匠が若き日に、この夏期講習で学んでいる。
また若手作曲家の支援のために、アルフレード・カゼッラ国際作曲コンクールを、隔年開催している。